# Nuova Phyrexia
(Koth del Martello)

Il logo del set

Nuova Phyrexia (New Phyrexia in inglese) è un'espansione del gioco di carte collezionabili Magic: l'Adunanza, edito da Wizards of the Coast. In vendita in tutto il mondo dal 13 maggio 2011, è il terzo e ultimo set del blocco di Cicatrici di Mirrodin, che comprende anche Cicatrici di Mirrodin e Mirrodin Assediato.

## Caratteristiche

Il simbolo di Phyrexia è usato come simbolo per le carte di questo set.

Nuova Phyrexia è composta da 175 carte, stampate a bordo nero, così ripartite:
- per colore: 25 bianche, 25 blu, 26 nere, 25 rosse, 25 verdi, 1 multicolore, 37 incolori, 11 terre.
- per rarità: 60 comuni, 60 non comuni, 35 rare, 10 rare mitiche e 10 terre base.

Il simbolo dell'espansione è il simbolo di Phyrexia, ovvero un cerchio intersecato da una linea verticale, e si presenta nei consueti quattro colori a seconda della rarità: nero per le comuni, argento per le non comuni, oro per le rare e bronzo per le rare mitiche.
Nuova Phyrexia è disponibile in bustine da 15 carte casuali e in 5 intro pack, che comprendono ciascuno una bustina da 15 carte casuali e un mazzo tematico precostituito da 60 carte:
- Abile Distruzione (verde/bianco)
- Cieli Divoratori (blu/nero)
- Banchetto di Carne (nero/rosso)
- Vita per la Morte (rosso/bianco)
- Sciame Devastante (verde/blu)

Il secondo potenziale nome del set era "Mirrodin Puro", in quanto al momento dell'annuncio non si sapeva chi avrebbe vinto il conflitto tra la fazione Mirran e la fazione Phyrexiana. L'unica carta esistente con il simbolo di "Mirrodin Puro" è la copia promozionale del Talismano Integro del Game Day di Mirrodin Assediato.

### Prerelease
Nuova Phyrexia è stata presentata in tutto il mondo durante i tornei di prerelease il 7 maggio 2011, in quell'occasione è stata distribuita una speciale carta olografica promozionale: Sheoldred, La Bisbigliante, che presentava un'illustrazione alternativa rispetto alla carta che si poteva trovare nelle bustine.

### Ristampe
Nel set sono state ristampate le seguenti carte da espansioni precedenti:
- Carcassa di Phyrexia (presente nell'espansione Tempesta, nei set base dalla Settima Edizione alla Nona Edizione comprese e nel set speciale Phyrexia vs. The Coalition)
- Presenza Malefica (presente in tutti i set base fino alla Quinta Edizione compresa)
- Schiavizzare (presente nei set Caos Dimensionale e Garruk vs. Liliana)

## Novità
Questo set introduce diverse novità nel gioco, incluso un nuovo viandante dimensionale, oltre a riprendere le nuove abilità delle carte introdotte nei due set precedenti.

### Mana di Phyrexia
Il cosiddetto "mana di Phyrexia" è un nuovo tipo di simbolo di mana, presente nel costo di alcune magie e abilità al posto dei normali simboli da sempre usati nel gioco. Si presenta come un pallino colorato di uno dei cinque colori della magia, come gli altri simboli di mana, ma invece di contenere i consueti simboli al suo interno, mostra per ogni colore il simbolo di Phyrexia. Il mana di Phyrexia è presente solo nei costi delle magie o abilità, (non è possibilie aggiungere mana di Phyrexia alla propria riserva di mana), e può essere pagato normalmente con un mana del colore appropriato oppure spendendo due punti vita. Questo fa sì che il costo in termini di mana per giocare alcune carte sia molto ridotto, in certi casi addirittura a zero. Ad esempio il Passo Falso Mentale, che ha un costo di un mana blu di Phyrexia, può essere lanciato senza spendere mana, semplicemente pagando due punti vita, e questo lo rende una magia sproporzionatamente forte, motivo per cui la Wizards of the Coast ha bandito il suo utilizzo dai tornei dei formati Modern, Esteso e Legacy.

### Nuovi Planeswalker

#### Karn Liberato
Karn è un viandante dimensionale antico e potente, creato da Urza in forma di golem molto tempo prima che Mirrodin esistesse, capace di tornare indietro nel tempo e pensato come arma da usare contro l'invasione phyrexiana di Dominaria. Una volta servito il suo scopo, Karn ascese alla condizione di viandante dimensionale ereditando la scintilla del suo creatore, e iniziò ad esplorare il multiverso. Durante la crisi temporale che sconvolse Dominaria, perse molti dei propri poteri risanando lo squarcio nel tempo che sovrastava Tolaria, e in quel momento si rese conto di aver infettato Mirrodin, un piano dimensionale da lui creato molto tempo prima col nome di Argentum, con l'olio di Phyrexia. Tornò allora immediatamente nel mondo che aveva creato, ma lì fu sopraffatto dal potere di Phyrexia, e divenne il nuovo signore delle macchine di un piano dimensionale che era ormai una nuova Phyrexia. Solo il sacrificio del viandante dimensionale Venser, suo amico, gli permise di tornare immune all'olio di Phyrexia.